# Ucimont
Ucimont (Waals: Ucîmont) is een dorp in de Belgische provincie Luxemburg en een deelgemeente van de stad Bouillon in het arrondissement Neufchâteau. Tot Ucimont behoort ook het dorp Botassart.

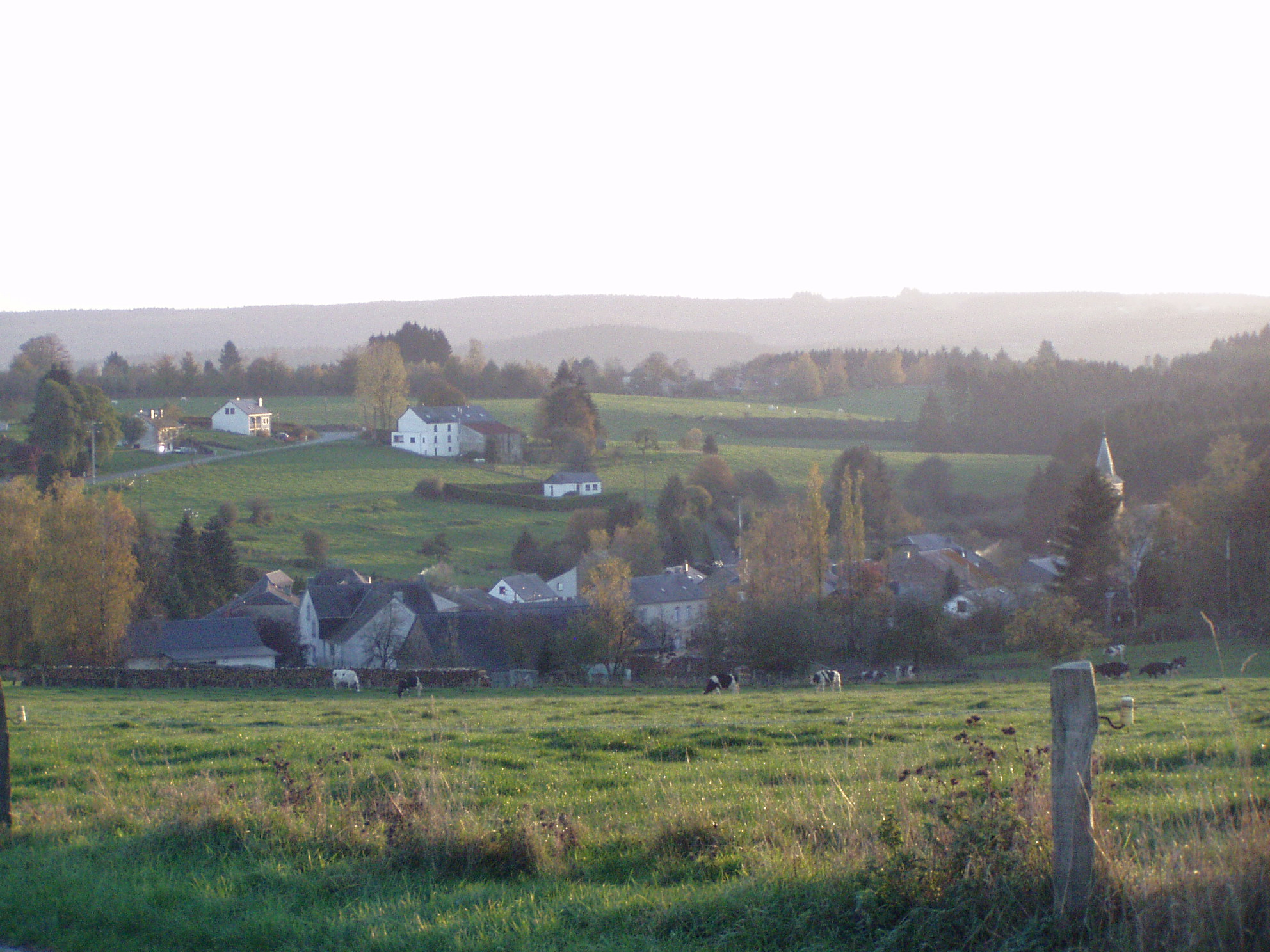
Uitzicht over Ucimont

## Geschiedenis
Ucimont lag vroeger in het hertogdom Bouillon. Op het eind van het ancien régime werd het een gemeente in het Franse departement Ardennes. Onder het Verenigd Koninkrijk der Nederlanden fusioneerde het dorp met Sensenruth in 1823.
Op 16 maart 1841 werd Uciment afgesplitst van Sensenruth als een zelfstandige gemeente. Ook het gehucht Botassart werd afgesplitst van Sensenruth en ondergebracht in de gemeente Ucimont.
Bij de gemeentelijke fusies van 1977 werd Ucimont een deelgemeente van Bouillon.

## Demografische ontwikkeling
- Bronnen:NIS, Opm:1831 tot en met 1970=volkstellingen, 1976= inwoneraantal op 31 december

## Bezienswaardigheden
- De Église Saint-Nicolas
- De ruïnes van de middeleeuwse vesting Château-Le-Duc

Deelgemeenten: Bellevaux · Bouillon · Corbion · Dohan · Les Hayons · Noirefontaine · Poupehan · Rochehaut · Sensenruth · Ucimont · Vivy

Overige dorpen: Botassart · Curfoz · Frahan · Mogimont

Overige kernen: Ban d'Alle · Bas Dohan · Beauchenai · Bèrôpré · Bodimont · Boulet · Briahan · Château-le-Duc · Claimont · Closures · Combra · Dessus le Moulin · Germauchamps · Grand Hez · Gros Hêtre · L'Espérance · La Boûle · La Cornette · La Charité · La Gemelle · La Heurette · La Justice · La Patte d'Oie · La Pichelotte · La Ramonette · Lauwé · Laviot · Le Ban · Le Bondon · Le Couroi · Le Soyisse · Le Stayi · Les Blancs Cailloux · Les Champs Bouloi · Les Côtes · Les Crêtes de Frahan · Les Différends · Les Enclaves · Les Longs Champs · Les Quatre Chemins · Les Sentinés · Les Trois Fontaines · Loveté · Menuchenet · Merleux Han · Mohan · Moulin du Bochet · Pré Hoc · Remifontaine · Rond le Duc · Rond Napoléon · Scotifontaine · Tirifontaine · Vardon

Belgische gemeenten · Arrondissement Neufchâteau · Luxemburg · Wallonië